# Liberalizace
Liberalizace je termín pocházející z latinského výrazu liberare, označující proces uvolňování pevných pravidel. Je používán jak ve vztahu k společnosti, zejména politice, tak také v ekonomice. I příznivci liberalizace preferují stát jako instituci zabraňující chování, které překračuje míru jejich tolerance.

## Liberalizace v politice
Liberalizace v politice je rozšířením svobod a práv, především svobody projevu, práva ovlivňovat politický život nebo se zúčastnit rozhodovacího procesu řízení. V souvislosti s rozšiřováním svobod je zdůrazňována potřeba vnímat i povinnosti a zodpovědnost. Při požadavcích na liberalizaci bývá opakován fakt, že práva jednoho končí tam, kde začínají práva jiného, takže je třeba pevných hranic nebo omezení a pečlivého dozoru právě na ochranu práv a pořádku. Souvisejícím politickým hnutím je liberalismus. K liberalizaci v politickém životě často dochází pod tlakem ovládané většiny na vládnoucí menšinu. Liberalizace bývá spojována i s výrazem demokracie, avšak některé formy demokracie lze jen obtížně odlišit od diktatury. Jako příznivci liberalizace jsou označováni zástupci politických směrů označených výrazy liberalismus a libertarianismus. Za příznivce liberalizace v politice jsou obvykle považováni především mladí lidé, studenti, vysokoškolsky vzdělané osoby a idealisté. V některých případech může být liberalizace omezena nízkou tolerancí společnosti k jevům, které jsou obecně považovány za nežádoucí, například rasově smíšené třídy ve školách.
Příkladem liberalizace jsou přiznaná práva, které se nejúžeji týkají dekriminalizace ryze soukromého, ba intimního života obyvatel. Takovou situací jsou například ošetření povoleného způsobu sexuálního styku. Při vaginálním styku dvou osob vleže při poloze tváří v tvář, v soukromí, u sezdaných osob různého pohlaví nad 20 let věku, ze stejné sociální třídy a náboženského vyznání či stejné barvy pleti, je sexuální akt obvykle povolen. Liberalizací je pak povolení chování odchylného od tohoto stavu.
V českých zemích je výraznou liberalizací v oblasti občanských práv dekriminailizace homosexuality po roce 1960 nebo po roce omezení kriminalizace 1989 šíření pornografie pouze na situace kdy pornografické dílo pachatel zpřístupňuje dítěti, nebo pornografii ponechává na místě, které je dětem přístupné. 

## Liberalizace v ekonomii
Liberalizace v ekonomii znamená uvolnění platných norem a právních omezení. Uvolnění klade důraz na osobní svobodu jednotlivce zajištěnou především minimálními státními zásahy do ekonomické sféry. Omezení, které jsou uvolňovány se týkají často cenového rozpětí, definovaného způsobu soutěže na trhu, počtu soutěžících v oboru, zahraničních a místních subjektů, způsobu reklamy nebo i regulace chování zákazníka. Jde tedy o uvolnění práv, práva účastnit se trhu a nabízet služby či komodity za méně regulovaných podmínek a svobodněji měnit jejich ceny, kvalitu, dobu dodání, poctivost prodeje či další podmínky u nabízeného zboží a služby na trhu, nebo práv zákazníka vybrat si zboží či služby stejně jako jejich prodejce či poskytovatele.
Liberalizace trhu s poskytovateli komunikačních a hlasových služeb, internetové připojení uvolnila trh konkurenci firmy SPT Telecom, která držela monopol v tomto oboru. Ve svém důsledku, zejména s ohledem na vysoké ceny SPT Telecom, nepružnost a nevstřícnost, znamenalo zánik firmy a pokles cen. Liberalizace na trhu s energiemi od roku 2006 umožnila zákazníkům výběr mezi poskytovateli energií. 
Liberalizaci v ekonomii brání někdy zavedené tržní subjekty, které mohou ovlivňovat politické procesy ve vlastní prospěch, jak činila například Východoindická společnost v Británii 18. století.
Liberalizace v drážní přepravě obvykle vede k zlepšení komfortu pro cestující a snížení cen přepravy vlivem konkurence. České dráhy byly monopolním přepravcem ještě po roce 2003.